# Phillip Buck
Wielebny Phillip Jun Buck (ur. 6 stycznia 1941) – chrześcijański misjonarz w Rosji i Chinach, działacz na rzecz praw człowieka w Korei Północnej. Jest Amerykaninem koreańskiego pochodzenia. W 2007 roku został odznaczony Nagrodą Odwagi Cywilnej, przyznawanej przez Fundację Johna Traina. Należy do Kościoła Zielonoświątkowców, w którym pełni rolę pastora.

## Życiorys
Phillip Jun Buck urodził się w 1941 w miejscowości położonej w powiecie Ongjin (prowincja Hwanghae Południowe), obecnie ten teren należy do Korei Północnej. Razem z bratem został oddzielony od rodziców z powodu wojny koreańskiej, podobnie, jak wiele jego rówieśników. Wysłano go do sierocińca w Korei Południowej. Ukończył teologię na uniwersytecie w Han Sae. W 1982 roku wyemigrował do Stanów Zjednoczonych.
W 1989 uzyskał obywatelstwo Stanów Zjednoczonych i został pastorem w stanie Washington. Niedługo po tym wyjechał jednak do Rosji, a następnie do Chin, gdzie pomagał uchodźcom z Korei Północnej. W 1997 odnalazł swoją rodzinę. Ponieważ żyła ona w ciężkich warunkach, Buck postanowił zwiększyć swoje wysiłki na rzecz pomocy Koreańczykom.
W 1997 założył w mieście Sun Bong Goon (Korea Północna) piekarnię, w której wytwarzano m.in. makaron. Pomagał w ten sposób zmniejszyć skutki wielkiej klęski głodu, która nawiedziła Koreę w latach 1995-1999. 
W latach 1997–2006 zorganizował wiele schronień dla uciekinierów w północno-wschodnich Chinach. Przekazywał im leki, pożywienie i odzież. Jego system tajnych schronień był porównywany do Underground Railroad – umownego szlaku ucieczki amerykańskich zbiegłych czarnoskórych niewolników, działającego w XIX wieku na terenie USA. Ponadto zorganizował transport do Korei Południowej przez Bangkok dla ponad 200 uciekinierów.

## Aresztowanie
W maju 2005 został aresztowany przez władze chińskie w mieście Yanji. Powodem zatrzymania było przyłapanie go podczas eskortowania 14 uciekinierów. Przetrzymywano go w więzieniu ponad rok, zwolniony został dopiero po interwencji ambasady Stanów Zjednoczonych. Dziennikarze New York Times określili areszt Amerykanina jako przejaw postępującej wrogości władz chińskich wobec imigrantów z Korei Północnej. Pomimo oficjalnego zakazu przebywania w Chinach oraz próśb swoich dzieci o zaprzestanie działalności, 65-letni wówczas Buck powrócił do pomocy uciekinierom.

## Nagroda
W 2007 roku Fundacja Johna Traina przyznała mu Nagrodę Odwagi Cywilnej. Jest to nagroda przyznawana "bardziej za wytrwały opór w walce ze złem z dużym ryzykiem osobistym, niż za bohaterstwo militarne". Buck otrzymał również 50,000 dolarów.